# Hrvoje Hitrec
Hrvoje Hitrec (ur. 17 lipca 1943 w Zagrzebiu) – chorwacki pisarz i scenarzysta telewizyjny, znany w Chorwacji między innymi za książki przeznaczone dla dzieci i młodzieży.

## Życie
W 1967 roku ukończył literaturę porównawczą na Wydziale Filozoficznym Uniwersytetu w Zagrzebiu. 7 lat później w 1974 roku został redaktorem naczelnym satyrycznego czasopisma Kerempuh. W 1985 roku mianowany został dyrektorem teatru Trešnja. Jego następnym osiągnięciem było zostanie dyrektorem Radiotelewizji Chorwackiej, oraz ministrem ds. informacji (1990). Brał udział w wojnie z lat 1991-1995.
Jego syn Neven jest reżyserem.

## Dzieła
- Pustinjakov pupak (1974)
- Smogovci: romančić za nešto stariju djecu i prilično mladu omladinu (1976)
- Ljubavi na crnom baršunu (1987)
- Kanjon opasnih igara (1994)
- Zagreb: hrvatska prijestolnica (1994)
- Gradsko kazalište Trešnja 1999 (1999)
- Matko na štakama (2004)
- Hrvatske legende (2004)
- Što Bog dade i sreća junačka (2010)
- Hrvatske kronike (2015)
- Samo sreća, ništa drugo (2018)

## Odznaczenia
- Order Księcia Branimira (1995)[3]